# خورخي بيريس
خورخي بيريس هو لاعب كرة قدم برتغالي في مركز الهجوم، ولد في 1 أبريل 1981 في Amares ‏ في البرتغال. لعب مع ديبورتيفو داس أيفيس وموريرينسي ونادي ريبيراو.

## وصلات خارجية
- خورخي بيريس على موقع قاعدة بيانات كرة القدم.إي يو (الإنجليزية)
- خورخي بيريس على موقع Soccerway.com (الإنجليزية)